# الهيبة (مسلسل)
الهيبة مسلسل سوري لبناني تم إنتاجه سنة 2017 أُعد للعرض في موسم رمضان 1438 هـ على قنوات إم بي سي دراما، وإم تي في اللبنانية، وشبكة أوربت شوتايم، من إنتاج شركة سيدرز آرت برودكشن، وتأليف وسيناريو وحوار هوزان عكو، وإخراج سامر برقاوي، ومن بطولة الفنان السوري تيم حسن، والفنانة اللبنانية نادين نسيب نجيم، والفنانة السورية منى واصف والفنانة اللبنانية كارلا بطرس، والفنانة السورية الصاعدة روزينا لاذقاني. يأتي المسلسل ضمن البطولة الرمضانية الثالثة على التوالي بين تيم حسن ونادين نسيب نجيم من بعد مسلسل تشيلو سنة 2015 ومسلسل نص يوم سنة 2016. وتم عرض الجزء الثاني من المسلسل تحت عنوان «الهيبة العودة» في رمضان 1439 هـ 2018، وقد عرض هذا الجزء أحداث وقعت زمنيا قبل أحداث الجزء الأول.

## القصة والأحداث
تدور أحداث المسلسل في إطار التشويق والإثارة ، حول (عليا) التي تعيش مع زوجها وابنهما الصغير في كندا، وعندما يتوفى الزوج (عادل) تعود إلى لبنان لدفنه برفقه صديق زوجها (نعيم) في بلدته الحدودية بين لبنان وسوريا ، والتي تسمى بالهيبة فتواجه مشكلة أن عائلة زوجها تقرر أخذ الطفل منها، والشرط الوحيد لبقائها بجانبه هي أن تتزوج من شقيق زوجها (جبل) ، وبعدها تقوم بتقديم شكوى ضد جبل عند السفارة الكندية، لكنها تكتشف أن زوجها وعائلته يتاجرون في السلاح وتهريبه وغير ذلك من الأمور الخطيرة، وعندها تقع قصة حب بين (جبل وعليا) تنتهي بالزواج، فيما بعد يسجن ابن عمه (شاهين) ويتم الضغط عليه من قبل قوات الأمن للاعتراف على جبل لكي تكون إمارة قرية الهيبة من نصيبه، بعد ذلك يعرف جبل بما يكاد له من مكائد فيقرر الهروب إلى مناطق نائية في الهيبة تسمى (الجرود)، وهو في طريقة للهروب يتعرض لكمين مفخخ من إحدى السيارات التي على جانب الطريق والذي أعده (نضال)، لتدور بعدها حرب بين رجال جبل ورجال نضال ويتعرض صخر لإصابة خطيرة تفقده النظر ثم يستطيع جبل الهروب بصحبة أخيه صخر من موقع الكمين إلى إحدى البيوت النائية في القرية وهوا بيت والد محامي العائلة ويختبئ فيه، حتى يقرر جبل الظهور والعودة إلى البيت تم يقوم بالأخذ بثأر ويقتل نضال في ساحة القرية بعدها يعرف شاهين بعودة جبل ويقرر الذهاب إلى منزل جبل لكي يعترف له بالخيانة ثم يقتل نفسه، بعد مدة من الزمن ينجب جبل ولد ويسميه على اسم أخوه عادل، ويتزوج اخوه صخر من بنت عمة ريما، وتسافر (هنادي) إلى كندا، وتبقى (منى) مع عائلتها بعد طلاقها من زوجها.

## طاقم العمل والممثلين المشاركين

### طاقم العمل
| تأليف وسيناريو وحوار | الإخراج                                                         | شركة الإنتاج        |
| -------------------- | --------------------------------------------------------------- | ------------------- |
| - هوزان عكو          | - سامر برقاوي - صفاء أحمد (مخرج منفذ) - أكثم حمادة (مساعد مخرج) | - سيدرز آرت برودكشن |

### الممثلين والشخصيات
| اسم الممثل      | اسم الشخصية في المسلسل | البلد |
| --------------- | ---------------------- | ----- |
| تيم حسن         | جبل                    | سوريا |
| نادين نسيب نجيم | عليا                   | لبنان |
| منى واصف        | ناهد عمران             | سوريا |
| أويس مخللاتي    | صخر                    | سوريا |
| عبدو شاهين      | شاهين                  | لبنان |
| روزينا لاذقاني  | منى                    | سوريا |
| ميشال حوراني    | مجدي                   | لبنان |
| كارلا بطرس      | غادة                   | لبنان |
| ختام اللحام     | أم شاهين               | لبنان |
| حسان مراد       | دريد                   | لبنان |
| وجيه صقر        | نعيم                   | لبنان |
| زينب هند خضرة   | ريما                   | لبنان |
| ليلى قمري       | أم علي                 | لبنان |
| سامر الكحلاوي   | دب                     | سوريا |
| سلطان ديب       | نضال                   | لبنان |
| نجاح سفكوني     | خال جبل                | سوريا |
| خالد السيد      | والد شاهين             | لبنان |
| جهاد الأندري    | المحامي                | لبنان |
| ميريام عطا الله | سمية                   | سوريا |
| نور صعب         | مسؤولة السفارة الكندية | لبنان |
| يارا قاسم       | هنادي                  | سوريا |

## شارة البداية والنهاية
- اسم الأغنية: مجبور
- غناء: ناصيف زيتون
- كلمات: علي المولى
- ألحان: فضل سليمان
- توزيع: جيمي حداد
- إنتاج: وتري

## البث التلفزيوني
- إم بي سي دراما
- إم تي في اللبنانية
- قناة السومرية الفضائية
- شبكة أوربت شوتايم - art حكايات
- قناةإم بي سي العراق.

## الهيبة (الجزء الثاني)
يعتمد الجزء الثانى من المسلسل في أحداثه على الفلاش باك وهي العودة إلى أسباب أحداث الجزء الأول وتكون البداية قبل مرور 7 أعوام من أحداث الجزء الأول أي إلى سنة 2014 من مدينة دمشق حيث جبل مسجون هناك، وتتمحور الأحداث حول عائلة شيخ الجبل التي أبتكرها الكاتب هوزان عكو في الجزء الأول، وأعاد كتابة القصة في الجزء الثاني، سامر السلكا، والتي تتمحور حول خلافات مع عائلة (السعيد) لأسباب لها علاقة بالتجارة والتهريب.

## الهيبة (الجزء الثالث)
في هذا الجزء يقع جبل (تيم حسن) في حب الإعلامية نور رحمة (سيرين عبد النور)، وسط الصراعات المدوية التي يدور بداخلها جبل، ويعلن زواجه منها، والتصدي لخطيبها السابق رجل الأعمال، والنفوذ (ثروت)

## الهيبة (الجزء الرابع)
يعود جبل إلى حياته بعد محاولة اغتياله، وفقده لزوجته وابنه، محاولا الكشف عن الجناة، وتتصاعد الأحداث عندما يكتشف أشياء لا يُحمد عقباها.

## الهيبة (الجزء الخامس والأخير)
يكتشف جبل مخططًا لتحويل السد المائي الذي تنعم بخيراته الهيبة إلى أخطر منفذ تهريب عرفته الحدود، ما يضعه أمام معركة لا خيار فيها سوى المواجهة.

## روابط خارجية
- الهيبة على موقع IMDb (الإنجليزية)
- الهيبة على موقع قاعدة بيانات الأفلام العربية
- الهيبة على موقع كينوبويسك (الروسية)
- الهيبة على موقع قاعدة بيانات الفيلم (الإنجليزية)